# Villar de Rena
Villar de Rena est une commune et une localité espagnole située en Estrémadure dans la province de Badajoz.

## Géographie

### Situation
Villar de Rena se trouve à environ 25 km au nord de Villanueva de la Serena.
La commune est située sur la rive droite du Guadiana et fait partie du district judiciaire de Villanueva de la Serena dans la comarque de Vegas Altas (en) tandis que sa voisine, Rena, est dans le district judiciaire de Don Benito.
Elle est arrosée par le fleuve Guadiana et son affluent le río Ruecas (es).

### Description
La culture du riz et celle des arbres fruitiers sont favorables à de nombreuses espèces d'oiseaux.

### Localités
Outre le chef-lieu, la commune comprend les localités de Palazuelo et Puebla de Alcollarín.

## Histoire

### Époque romaine
Si la plupart des auteurs s’accordent à faire remonter l’histoire de Villar de Rena à l’Hispanie romaine, l’origine précise de la commune ne fait pas consensus. Certains notent que  « Villar » pourrait se référer à une villa romaine, d'autres mentionnent une ancienne Regina, mais c'est probablement Lacipea (es) — le premier relais de la via XXV, à 20 milles d’Augusta Emerita (Mérida) en direction de Caesaraugusta (Saragosse)  selon l’Itinéraire d'Antonin — qui correspond à l'actuelle commune de Villar de Rena[réf. souhaitée].
Il s'agit en tous cas d'une localité rurale appartenant à la riche zone agricole qui entoure le site stratégique et centre urbain de Castrum Metellinum (Medellín) où l'on trouve un forum et un théâtre.

### Moyen-Âge et temps modernes
Le repeuplement chrétien de la région est encadré par l'ordre d'Alcántara[à vérifier] à Medellín et par l’archevêché de Plasencia[réf. souhaitée].
L'église paroissiale de Villar de Rena date du XVe siècle. La restauration de peintures murales du XVIIIe siècle — découvertes en 1986 à la suite d'un incendie — a révélé un retable de douze cases figurant des scènes telles que l’annonciation, la nativité ou la crucifixion.
En 1735, alors qu'elle dépendait jusque là du comté de Medellín, Villar de la Rena obtient le statut de « ville exempte » en même temps que Don Benito.

### DuXIXeauXXIesiècle
Il faut attendre la disparition de la seigneurie de Medellín en 1811 pour que Villa de Rena devienne réellement indépendant[réf. souhaitée].
La commune est restée exclusivement agricole.
Elle a 1 353 habitants en 2020.